# Boris Bidjan Saberi
Boris Bidjan Saberi (Munich, 11 de septiembre de 1978) es un estilista y diseñador de moda de Barcelona, España, de origen germano-persa.
Es un referente de la moda radical, a veces incorporado a la «contramoda», considerado como la nueva generación heredera de grandes diseñadores japoneses en la línea de Yohji Yamamoto. Saberi es muy conocido en las pasarelas de moda de París, y en ámbitos de cultura popular entre actores, estrellas del rock y DJ. Entre algunos famosos usuarios de sus prendas, se encuentran Nick Jonas, Justin Bieber y Brad Pitt.

## Biografía
Saberi es hijo de madre alemana y padre persa. Sus padres trabajaron en el diseño textil, creando su propia marca, e introdujeron a su hijo en el mundo de la moda desde joven. Estudió diseño de moda en Barcelona, graduándose en 2006. Mientras vive y trabaja en España, Saberi ha presentado regularmente sus colecciones en la semana de la Moda de París, aunque debutó en Barcelona.
Cuando todavía estudiaba, Saberi lanzó su primera gama de accesorios de piel llamada «U CAN FUCK W» en 2004. Tras su graduación, se dedicó a su propia marca en 2006. En 2013 lanzó una segunda línea de moda, de corte más económico, llamada «11 (eleven) by Boris Bidjan Saberi».

## Estilo
El estilo de Saberi se basa en una naturaleza vanguardista, inconformista y sombría elegancia al más puro estilo schlampigkeit (descuidado informal), llegando a ser comparado con Ann Demeulemeester y Rick Owens. El taller de Boris Bidjan es uno de los principales, más provocativos y exclusivos escaparates de atelier en Europa.
Saberi permanece en constante experimentación e investigación y no se limita a la creación de ropa y accesorios. Su trabajo incorpora el uso de ácidos, sangre, tintes y utensilios de una forma totalmente innovadora en consonancia con la primera línea de protagonistas de arte contemporáneo. Su trabajo recibe amplias y diversas influencias, incluida la cultura skateboard y streetstyle, hip-hop, e indumentaria de Oriente Medio.

## Proyectos
Saberi ha colaborado con otros creadores contemporáneos como la diseñadora de gafas Linda Farrow, Sixth Sense, y el artesano de Barcelona Miguel Muñoz Wilson de 'Munoz Vrandecic'.
En 2016, Saberi colaboró con Geza Schoen, perfumista con sede en Berlín y creadora de la línea de «moléculas excéntricas». Se inspira en las esencias que a menudo se encuentran en el propio taller de Saberi y aporta aromas de piel de caballo curtida vegetal, de uso en sus prendas de vestir por el que la marca es conocida.
En 2017, lanzó una colaboración de gafas de diseño con Dita. Además, Saberi inició una colaboración con la empresa de fabricación de equipos deportivos Salomon para crear calzado enmarcada en la colección SS17 (primavera-verano 2017) de las líneas Boris Bidjan Saberi y 11 by Boris Bidjan Saberi.
En 2018, «11 by Boris Bidjan Saberi» colaboró con el artista norteamericano Phil America para su colección primavera/verano.